# SWRinfo
SWRinfo war das Nachrichtenprogramm des Südwestrundfunks (SWR), das seit dem 9. Januar 2012 als Nachfolger des Wortprogramms SWR cont.ra gesendet wurde. Nachfolger von SWRinfo ist seit dem 6. Februar 2017 das multimediale Programm SWR Aktuell.
Der Werbespruch lautete: SWRinfo – Wir haben die News. Jetzt! Der Sender war über Digitalradio (DAB), Satellit (DVB-S), Kabelnetz (Unitymedia in Baden-Württemberg bzw. Vodafone Kabel Deutschland in Rheinland-Pfalz) sowie über einen Livestream im Internet digital zu hören. Die einzige analoge terrestrische UKW-Frequenz wurde in Stuttgart betrieben. Produziert wurde das Programm in Baden-Baden.

## Programm
SWRinfo sendete werktags Nachrichten im Viertelstundentakt. Die Längen der einzelnen Beiträge variierten je nach Tageszeit. Werktäglich zwischen 19 und 21 Uhr sowie an Sams-, Sonn- und Feiertagen bestand das Programm überwiegend aus Wiederholungen von SWR2-Sendungen sowie Gesprächssendungen, die z. T. aus den verschiedenen ARD-Fernsehprogrammen (Das Erste, Phoenix, SWR Fernsehen) übernommen wurden. Täglich wurde zwischen 19:45 Uhr und 20 Uhr die „SWR Landesschau aktuell“ (SWR Landesschau aktuell Baden-Württemberg DAB+ und Internet sowie SWR Landesschau aktuell Rheinland-Pfalz nur DAB+) aus dem SWR Fernsehen übertragen, und zwar getrennt für die beiden Vertragsländer des SWR. Von 20 Uhr bis 20:15 Uhr sendete SWRinfo die Tagesschau. Täglich ab 21 Uhr übernahm SWRinfo die ARD-Infonacht.
Außerplanmäßig wurden auf SWRinfo auch Bundestags- und Landtagsdebatten übertragen (als Übernahme von Phoenix bzw. dem SWR Fernsehen), sowie Fußball-Vollreportagen (als Übernahme von MDR Aktuell).

### Montag bis Freitag
| Sendezeit | Sendung                                             | Anmerkungen                                                                       |
| --------- | --------------------------------------------------- | --------------------------------------------------------------------------------- |
| xx:00h    | Nachrichten                                         |                                                                                   |
| xx:06h    | Reportagen, Hintergründe und Interviews             |                                                                                   |
| xx:15h    | Wetter, Verkehr                                     |                                                                                   |
| xx:16h    | Nachrichten                                         |                                                                                   |
| xx:18h    | Reportagen, Hintergründe und Interviews             | zwischen 6 und 9 Uhr und 12 und 14 Uhr erst ab xx:22h, um 09:18 Uhr Pressestimmen |
| xx:25h    | Sport                                               | entfällt zwischen 9 und 12 Uhr und zwischen 14 und 17 Uhr                         |
| xx:28h    | Wetter, Verkehr                                     |                                                                                   |
| xx:30h    | Nachrichten                                         |                                                                                   |
| xx:36h    | Reportagen, Hintergründe und Interviews bzw. Themen | um 06:36 Uhr Pressestimmen, um 07:36 Uhr und 08:36 Uhr das SWR-Tagesgespräch      |
| xx:45h    | Wetter, Verkehr                                     |                                                                                   |
| xx:46h    | Nachrichten                                         |                                                                                   |
| xx:48h    | Reportagen, Hintergründe und Interviews bzw. Themen |                                                                                   |
| 09:51h    | Gedanken                                            |                                                                                   |
| xx:53h    | Wirtschaft                                          | ab 16 Uhr schon ab xx:48h                                                         |
| xx:58h    | Verkehr, Wetter                                     |                                                                                   |

## Skandal um Medienmagazin
Am Donnerstag, den 1. Mai 2014 veranstaltete das Programm SWR3 seine alljährliche Grillparty, die auch vom SWR Fernsehen live übertragen wurde. Für die Ausgabe des SWRinfo-Medienmagazins, welches am 3. Mai 2014 ausgestrahlt werden sollte, war ein Gespräch mit der SWR-Fernsehmoderatorin Lena Ganschow vorgesehen, in welcher diese eine Bilanz des diesjährigen SWR3-Grillens ziehen sollte. Versehentlich wurde die entsprechende Ausgabe des Medienmagazins aber schon am Abend des 30. April im Podcast-Angebot des SWR bereitgestellt, wodurch deutlich wurde, dass das entsprechende Gespräch, welches vorgab, nach der Grillparty aufgezeichnet worden zu sein, tatsächlich schon vor der Veranstaltung aufgezeichnet worden war, die Berichte der beiden Moderatoren also frei erfunden waren. Der Vorfall wurde durch den Medienjournalisten Stefan Niggemeier öffentlich gemacht, welcher einen Hinweis eines Lesers seines Blogs erhalten hatte. Der Vorfall löste unter Fachbeobachtern Entsetzen aus.
In der Folge entschuldigte sich die SWRinfo-Redaktion und sprach von einem „journalistische[n] No-Go“, SWR-Chefredakteur Arthur Landwehr nannte den Vorfall einen „schwere[n] Verstoß gegen unsere beruflichen Grundregeln“. Allerdings betonte Landwehr, es habe sich um einen isolierten Einzelfall gehandelt. SWR-Mitarbeiter berichteten dagegen von strukturellen Ursachen und zahlreichen ähnlichen Vorfällen in der Vergangenheit.

## Empfang
SWRinfo war als Livestream im Internet, über das Digitalradio DAB (in Rheinland-Pfalz seit 25. April 2014 via DAB+), über das Kabelnetz (Unitymedia in Baden-Württemberg bzw. Vodafone Kabel Deutschland in Rheinland-Pfalz), über eine Mobile App auf dem Smartphone und über Satellit zu empfangen.
Des Weiteren konnte das Programm in der Innenstadt von Stuttgart über die UKW-Frequenz 91,5 MHz gehört werden.
Da weite Strecken von SWRinfo vom SR-Sender Antenne Saar übernommen wurden, war ein Großteil des Programms zumindest im Saarland und in angrenzenden Teilen von Rheinland-Pfalz bis zu dessen Abschaltung zum 1. Januar 2016 noch über den Mittelwellen-Sender Heusweiler zu empfangen, meist im Wechsel mit dem französischsprachigen Programm Actualités et magazine von Radio France Internationale.